# Alonei HaBashan
Alonei HaBashan (en hebreo: אַלּוֹנֵי הַבָּשָׁן‎) es un moshav shitufi ubicado en el este de los Altos del Golán. Se encuentra en la jurisdicción municipal del Consejo Regional del Golán y es la localidad más oriental dentro del territorio israelí. En 2019 tenía una población de 457 habitantes. Es parte del movimiento Hapoel HaMizrachi.
La comunidad internacional considera los asentamientos israelíes en los Altos del Golán ilegal según el derecho internacional, pero el gobierno israelí lo cuestiona.

## Etimología
El nombre, literalmente "Robles de Basán", está tomado de la Biblia (Isaías 2:13). "Bashan" es un nombre bíblico para los Altos del Golán.

## Historia
El núcleo de habitantes se estableció sobre la base de un grupo de solteros y una familia que recibieron capacitación sobre asentamientos en Ramat Magshimim. El núcleo ascendió al sitio en Lag BaOmer en mayo de 1981 estableciendo el moshav. El núcleo de fundadores incluía a graduados de Bnei Akiva que querían enfatizar la importancia de los asentamientos en todas las partes de Israel y especialmente en el centro escasamente poblado del Golán.
Muchas veces el moshav se encontró con escasez de agua.
En noviembre de 2012, tres morteros disparados desde territorio controlado por Siria cayeron cerca de Alonei Bashan. Dos explotaron en áreas abiertas y uno cayó afuera de una casa pero no explotó. En febrero de 2013, un proyectil de un tanque sirio cayó en el pueblo. Los zapadores que lo desmantelaron creen que pudo haber sido un proyectil perdido disparado durante la Guerra Civil Siria.

## Geografía
El asentamiento está ubicado en el borde de la cordillera de Bashanit, y está ubicado a unos 700 metros de la línea de alto el fuego entre Israel y Siria. El asentamiento está ubicado a una altitud de 980 metros sobre el nivel del mar, cerca del monte Hosek (que tiene 1158 metros de altura). El moshav se encuentra junto a una gran reserva natural llamada "Bosque Bashanit"  el segundo mayor bosque natural del Golán.
La altura del asentamiento sobre el nivel del mar afecta el clima del lugar. En verano el clima es fresco y agradable durante el día, y por la noche a veces no es suficiente con ropa ligera. En invierno el clima es frío. Toda la zona suele estar cubierta por una espesa niebla, soplan fuertes vientos y todos los años el asentamiento se cubre con una gran cantidad de nieve.

## Economía
La economía del moshav se basa en la agricultura. Esto incluye cerezos, manzanos, y viñedos para la producción de vino. También tiene una granja lechera.
También hay atracciones turísticas: una granja de equitación y una empresa que opera recorridos en segway llamados "Kaal Daat - Viajes en Segway".
El moshav también tiene una yeshivá de escuela secundaria única que brinda educación individual y asisten también niños con discapacidades de aprendizaje, o aquellos que prefieren un trato personal y un ambiente familiar. Cada clase tiene un número limitado de alumnos, a quienes se les da la oportunidad de especializarse en fotografía, cine y cruising, así como participar en un centro ecuestre utilizado para el turismo y la equitación terapéutica y ubicado en la entrada del moshav.